# Erste Bank
Erste Bank est une entreprise autrichienne ayant fait partie de l'indice ATX.

## Histoire
En septembre 2015, Citigroup vend ses activités de banque de détail en Hongrie à Erste Group pour un montant non-déclaré.
En mai 2025, Santander annonce la vente d'une participation de 49 % dans sa filiale Santander Polska en Pologne, pour 7 milliards d'euros, à Erste Group, ne gardant qu'une participation de 13 % dans Santander Polska après cette vente.

## Activité
En Autriche, Erste Bank compte environ 16 400 employés et trois millions de clients. Elle est présente en plus de son marché intérieur autrichien en :
- Bosnie-Herzégovine
- Croatie
- République tchèque
- Hongrie
- Roumanie : détient 69,2 % de Banca Comercială Română (ro) (banque commerciale roumaine), la plus grande banque de Roumanie
- Serbie (Erste Bank a.d. Novi Sad)
- Slovaquie
- Ukraine

Ses trois principaux marchés sont l'Autriche, la République tchèque et la Roumanie

## Communication
Depuis 2007, l'Erste Bank sponsorise le Championnat d'Autriche de hockey sur glace qui porte son nom (Erste Bank Eishockey Liga).